# Albavilla
Albavilla je italská obec v provincii Como v  Lombardii. Nachází se asi asi 35 kilometrů severně od Milána a zhruba 8 kilometrů východně od města Como. K roku 2017 žilo v obci 6 361 obyvatel, roku 2022 6 350 obyvatel a v roce 2023 6 337 obyvatel. Obec se nachází v nadmořské výšce 427 m n. m.
Sousední obce jsou Albese con Cassano, Alserio, Erba, Faggeto Lario, Monguzzo a Orsenigo.